# Lunar Reconnaissance Orbiter
Lunar Reconnaissance Orbiter (LRO, Місячний орбітальний розвідник) — автоматична міжпланетна станція НАСА для дослідження Місяця. Крім LRO ракета-носій запустила ще один апарат — Lunar Crater Observation and Sensing Satellite. Вони є початком програми НАСА Lunar Precursor Robotic Program. Повна вартість місії — $583 млн.
Ці два літальні апарати досліджували мінералогію і геологію природного супутника Землі, складали докладні тривимірні мапи місячної поверхні, а також шукали поклади водяного льоду, що існують у полярних кратерах Місяця. Крім цього LRO займався вивченням потенційної дії космічного випромінювання на людей і підбором відповідних місць для майбутніх поселень.
Перед польотом НАСА запропонувало бажаючим розмістити їхні імена на спеціальному чипі, який помістили у апарат. Таких назбиралося 1,6 млн.

## Запуск

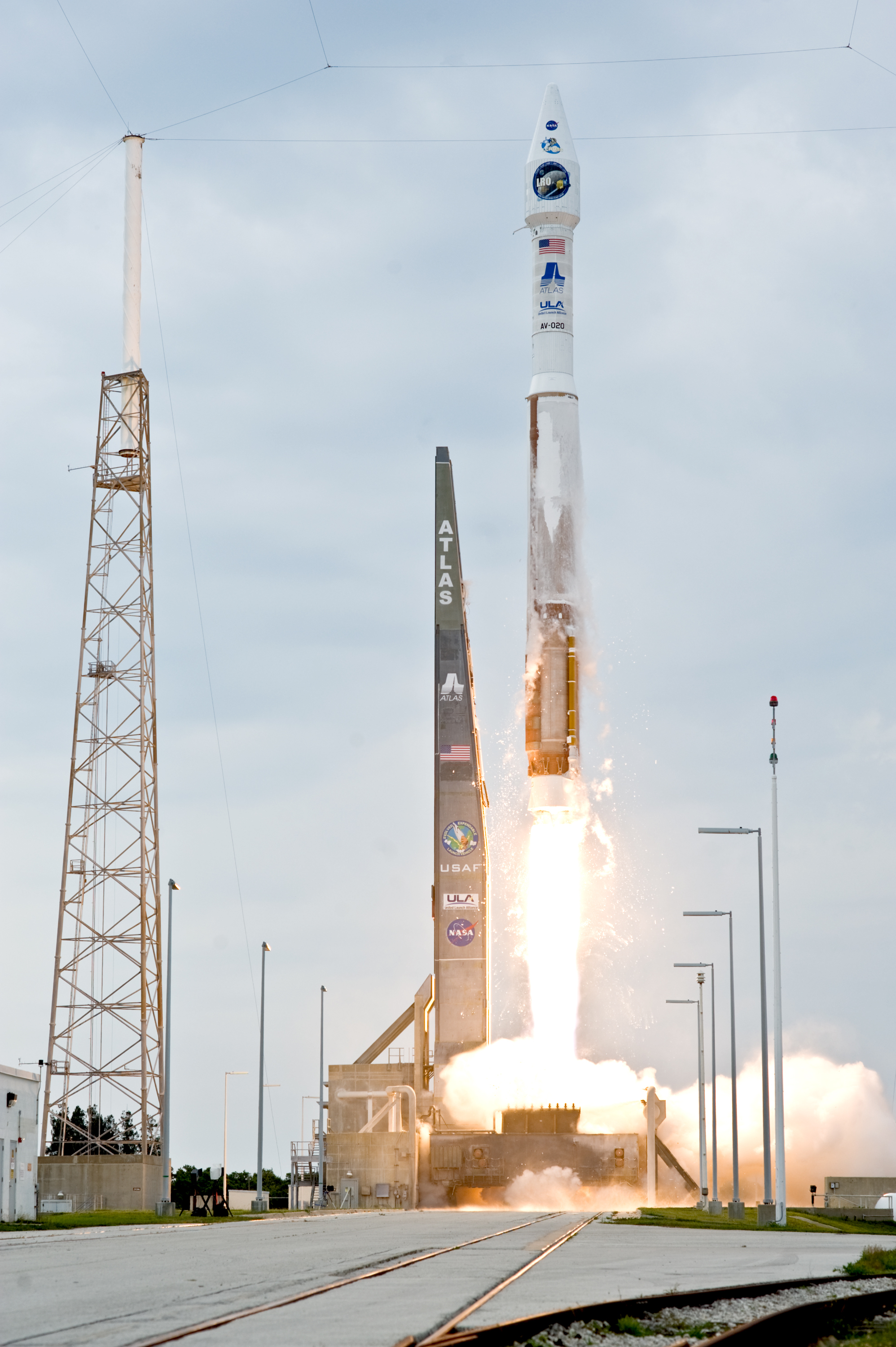
Запуск

Запуск відбувся 18 червня 2009 року із майданчика SLC 41, що на Базі ВПС США на мисі Канаверал, за допомогою ракети-носія Atlas V. 23 червня 2009 року LRO вийшов на місячну орбіту.
За планом LRO і LCROSS протягом чотирьох місяців оберталися по навколомісячній орбіті, після чого другий апарат разом із ступенем Atlas V від'єднався від LRO і впав на поверхню Місяця. Апарат LRO, що залишився на орбіті, спостерігав за самим процесом падіння і його результатом.

## Прилади

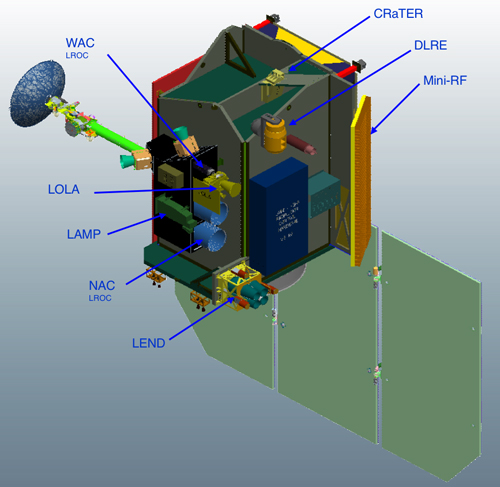
Розміщення приладів

- CRaTER (Cosmic Ray Telescope for the Effects of Radiation) — основним призначенням цього приладу є оцінка шкідливого впливу космічних променів і сонячної радіації на біологічні об'єкти.
- DLRE (The Diviner Lunar Radiometer Experiment) — вимірювання теплового випромінювання місячної поверхні і його добові зміни.
- LAMP (The Lyman-Alpha Mapping Project) — прилад для пошуку льоду в неосвітлених кратерах. Він досліджує відбиття ультрафіолетового випромінювання зір (лінії серії Лаймана) від місячної поверхні.
- LEND (The Lunar Exploration Neutron Detector) — прилад російського виробництва, для складання карт вмісту водню на місячній поверхні.
- LOLA (The Lunar Orbiter Laser Altimeter) — лазерний альтиметр для складання карти висот.
- LROC (The Lunar Reconnaissance Orbiter Camera) — головна оптична камера, для отримання фотографій поверхні Місяця з роздільною здатністю до 50 см, що будуть необхідні для пошуку місця приземлення. LROC складається з трьох камер: камери WAC та двох камер NAC. Планується сфотографувати приблизно 8 % місячної поверхні, зокрема:
  1. всі місця, попередніх місій: місця посадок пілотованих кораблів «Аполлон» та автоматичних станцій, всі кратери від падіння штучних супутників Місяця;
  2. 50 «зон підвищеного інтересу», відібраних вченими;
  3. навколополярні райони, що зараз вважаються найперспективнішими для організації населеної бази.
- Mini-RF (The Miniature Radio Frequency) — тестування нового легкого радара з синтезованою апертурою.

## Наукові результати
17 липня 2009 року, перед 40-літнім ювілеєм першої висадки на Місяць, були опубліковані зроблені Orbiter'ом фотографії. Були заплановані зйомки інших пам'ятних місць Місяця, наприклад, стоянок «Місяцеходів».
6 вересня 2011 року NASA представила детальніші знімки місць пілотованих експедицій, виконаних LRO, для цього цей зонд був переведений на нижчу орбіту над поверхнею Місяця.
16 серпня 2012 року NASA повідомила, що знайшла за допомогою спектроскопа LAMP в атмосфері Місяця атомів гелію. Крім того, у ґрунті на поверхні Місяця дослідники знайшли атоми аргону.
На початку вересня 2012 року за допомогою легкого радара із синтезованою апертурою (Mini-RF) були відкриті поклади водяного льоду, масова частка якого становить 5-10 % речовини, що складають стінки кратера Шеклтон. Ці цифри виявилися більшими за попередні консервативні оцінки кількості води у місячному ґрунті в 5-10 разів. Результати дозволяють з оптимізмом дивитися на майбутню колонізацію супутника Землі і будівництва там стаціонарних баз поселенців.
У березні 2015 року команда, що працювала з камерами, повідомила про отримання знімку кратера на місцевості, де 17 березня 2013 року із Землі був зафіксований спалах світла. Проводився порівняльний аналіз цього фото із зображенням цієї ж локації, яке було отримане апаратом у перші роки місії. Так формуються так звані часові пари.
У вересні 2015 року вже було сфотографовано приблизно 3/4 Місячної поверхні, виявлено більш, ніж 3'000 ступінчатих схилів. Їхнє поширення та орієнтація вказують на те, що деякі нерівності ландшафту утворюються від стискання Місяця під впливом гравітації Землі.
У березні 2016 року було використано 14'092 часові пари, що допомогли виявити 47'000 нових плям на Місяці.

## Галерея

Фотографії, отримані за допомогою Lunar Reconnaissance Orbiter
Схід Землі на Місяці
Обернена сторона Місяця
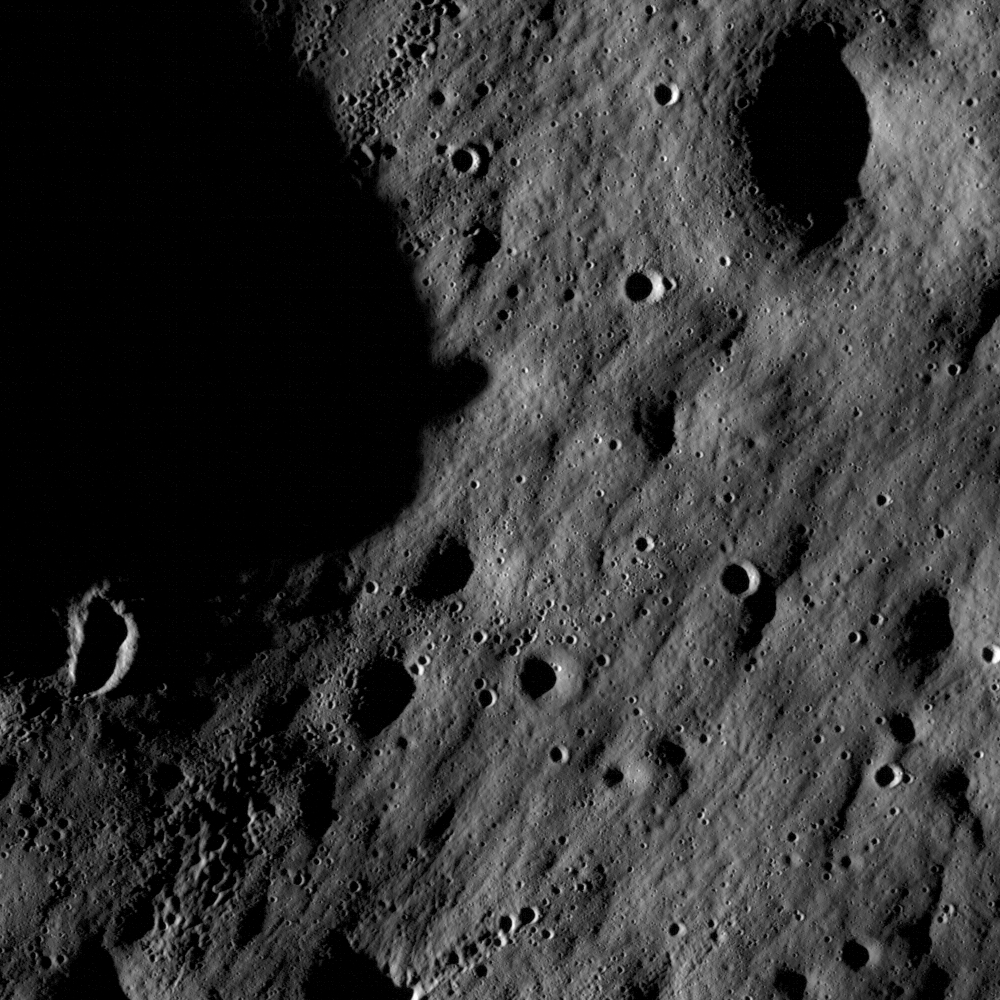
Перше зображення, отримане з LROC, 30 червня 2009 року.
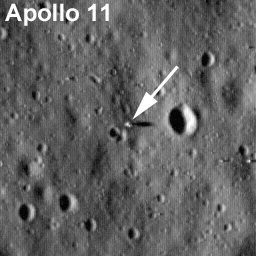
Місце посадки Аполлона-11.
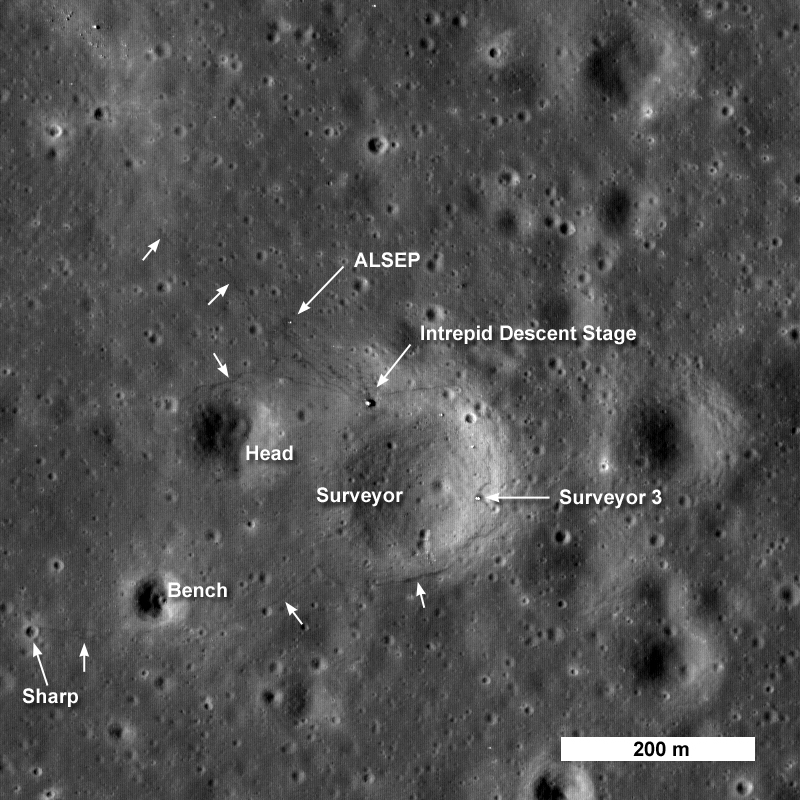
Місця посадки Аполлона-12 і Сервеєр-3.
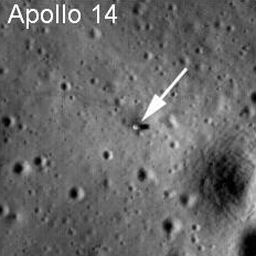
Місце посадки Аполлона-14.
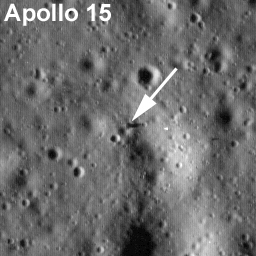
Місце посадки Аполлона-15.
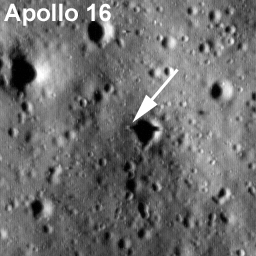
Місце посадки Аполлона-16.
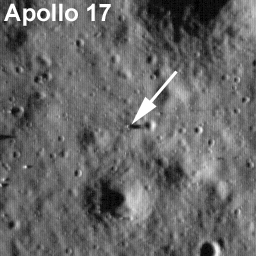
Місце посадки Аполлона-17.
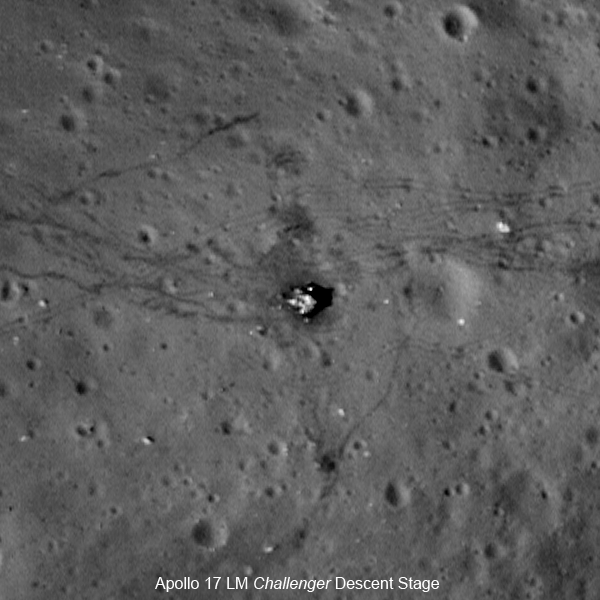
Відділений ступінь місячного модуля «Челленджер» апарата Аполлон-17.
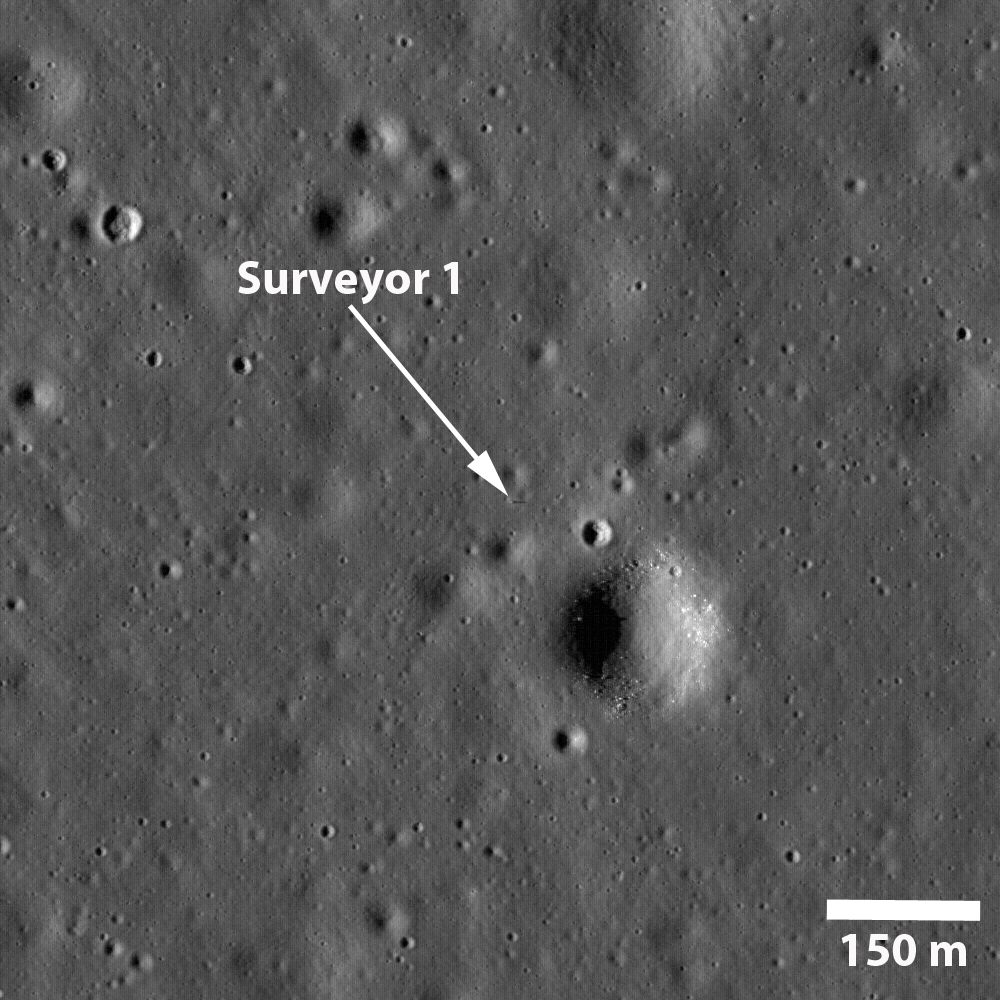
Місце посадки Сервеєр-1.
Кратер Тихо під час сходу Сонця.

## Виноски
1. ↑  Lunar Reconnaissance Orbiter. nssdc.gsfc.nasa.gov. Архів оригіналу за 8 лютого 2017. Процитовано 22 січня 2018.(англ.)
2. ↑  Harwood, William (18 червня 2009). Ракета Atlas 5 запустила місію NASA до Місяця. news.cnet.com. Архів оригіналу за 3 листопада 2013. Процитовано 22 січня 2018.(англ.)
3. ↑  Jenner, Lynn, ред. (9 червня 2009). 1,6 млн. імен до Місяця. NASA. Архів оригіналу за 17 березня 2021. Процитовано 21 січня 2018. [Архівовано 2021-03-17 у Wayback Machine.](англ.)
4. ↑  Lunar Spacecraft Launch to Moon!. Архів оригіналу за 14 лютого 2013. Процитовано 23 червня 2009.
5. ↑  NASA Lunar Mission Successfully Enters Moon Orbit. Архів оригіналу за 22 листопада 2013. Процитовано 23 червня 2009. [Архівовано 2013-11-22 у Wayback Machine.]
6. ↑  NASA — LRO Sees Apollo Landing Sites. Архів оригіналу за 16 листопада 2009. Процитовано 20 жовтня 2017. [Архівовано 2009-11-16 у Wayback Machine.]
7. ↑  Ледяная луна. 03.09.2012. Архів оригіналу за 19 жовтня 2012.
8. ↑  Cassis, Nicole; Neal-Jones, Nancy (17 березня 2015). Космічний апарат LRO від NASA знайшов місцевість із події 17 березня 2013. NASA. Архів оригіналу за 25 січня 2016. Процитовано 20 січня 2016.(англ.)
9. ↑  Neal-Jones, Nancy; Steigerwald, William (15 вересня 2015). LRO з'ясував, що Земне тяжіння "масажує" наш Місяць. NASA. Архів оригіналу за 28 грудня 2018. Процитовано 21 січня 2019.(англ.)